# قانون حقوق الإنسان الكندي
قانون حقوق الإنسان الكندي، هو قانون أو تشريع أقره البرلمان الكندي عام 1977 بهدف توسيع القانون العام ليضمن تكافؤ الفرص للأفراد الذين قد يكونوا ضحايا للممارسات التمييزية التي تستند إلى مجموعة من الأسباب الممنوعة مثل الجنس أو التوجه الجنسي أو العرق أو الحالة المدنية أو الهوية الجندرية أو التعبير عن الميول أو المعتقد أو العمر أو اللون أو الإعاقة أو المعتقدات السياسية أو الدينية.

## تطبيق القانون
يُطبق القانون في جميع أنحاء كندا، ولكن فقط على النشاطات المنظمة فيدراليًا. يملك كل إقليم أو ناحية قانون مكافحة التمييز الخاص به الذي يطبق على غير النشاطات المنظمة فيدراليًا.
أنشأ قانون حقوق الإنسان الكندي لجنة حقوق الإنسان الكندي التي تتحرى في ادعاءات التمييز، كما أنشأ محكمة حقوق الإنسان الكندي لتحكيم القضايا.
يجب على القضية أن تخضع إلى العديد من مراحل التحري والتحقيق والمعالجة من قبل اللجنة قبل مرورها إلى المحكمة، وبعد إكمال هذه العملية، وفي حال عدم رضى الطرفين، تحال عندها القضية إلى المحكمة.
في حال أظهرت الشكوى أو الادعاء حالة تمييز صحيحة، يحق للمدعى عليه نقض الادعاء من خلال تبرير سلوكه بحجج مفسّرة. تعرف هذه العملية عمومًا بمصطلح «اختبار ميورن» الذي يماثل اختبار أوكس في تحدي الميثاق الكندي للحقوق والحريات.

## أحكام خاصة

### الهوية الجندرية والتعبير
عام 2016، طرحت حكومة رئيس الوزراء جاستن ترودو قانونًا لتعديل القانون الكندي لحقوق الإنسان والقانون الجنائي في مجلس العموم الكندي، بإضافة وتضمين الهوية الجندرية أو التعبير عنها إلى النظام الأساسي. أقر القانون من مجلس العموم في 18 تشرين الثاني/ نوفمبر عام 2016 ومن مجلس الشيوخ في 15 حزيران/ يونيو 2017. حظي القانون بالموافقة الملكية في 19 حزيران/ يونيو 2017. فُعّل القانون بعدها فوريًا.

### رسائل الكراهية
تضمن قانون حقوق الإنسان الكندي بشكل رسمي بندًا (القسم 13) يتعامل مع التواصل مع رسائل الكراهية. ألغى البرلمان الكندي هذا البند في حزيران/ يونيو 2013، مع إلغاء حيز التنفيذ بعد مرور سنة.